# عبد الكريم الدغمي
عبد الكريم فيصل ضيف الله الدغمي (1955 - ) وزير وسياسي أردني من مواليد مدينة المفرق.

## حياته
أكمل دراسته الثانويّة في مدينة المفرق عام 1973، ثمّ التحق بجامعة بيروت العربية، وحصل على بكالوريوس في الحقوق وتخرّج عام 1977م، ثم نال شهادة الماجستير في القانون من جامعة الاسكندرية.
بعد تخرّجه عمل في سلك المحاماة لفترة طويلة، واكتسب خبرة عمليّة في المجال الحقوقيّ ممّا أهّله لخوض غمار الانتخابات النيابيّة عن دائرته في مدينة المفرق، وفاز بعضويّة مجلس النوّاب الحادي عشر، وذلك بعد استئناف الحياة البرلمانيّة عام 1989م.كما كان عضوا في مجلس أمناء جامعة آل البيت، وعضوا في البرلمان العربي الانتقالي، وعضوا في هيئة شباب كلّنا الأردنّ.
تقلّد عدة مناصب حكومية فعُيّن وزيرًا للشؤون البلديّة والقرويّة عام 1989، ثمّ وزيرًا للعمل عام 1991، ووزيرًا للعمل ووزير دولة لشؤون رئاسة الوزراء في نفس العام 1991.وفي عام 1996 تسلّم منصب وزير العدل في حكومة عبد الكريم الكباريتي.
عام 1993 خاض غمار الانتخابات النيابيّة لمجلس النواب الثاني عشر وفاز بعضويّة المجلس ، وكرّر التجربة أكثر من مرّة ففاز بعضويّة مجالس النواب من الثالث عشر وحتى التاسع عشر.
في عام 2011 فاز الدغمي برئاسة مجلس النواب الأردني السادس عشر وحصل على 59 صوتا فيما حصل منافسه الوحيد النائب عاطف الطراونة على 58 صوتا.
وفي عام 2021 انتخب مجلس النواب عبد الكريم الدغمي رئيسا لمجلس النواب التاسع عشر في افتتاح الدورة العادية الأولى. بعد حصوله على غالبية أصوات المجلس. وحاز الدغمي على 64 صوتا، من أصل 130 صوتا (عدد أعضاء المجلس)، متقدما على منافسه النائب نصار القيسي، الذي حصل على 58 صوتا، فيما تم إلغاء 7 أصوات.

## أوسمة
- حائز على وسام الكوكب الأردني من الدرجة الأولى.[2]

## المناصب التي تقلدها
- عضو مجلس النواب الأردني الحادي عشر 1989.[5]

- وزير الشؤون البلدية (1989)
- وزير العمل (1991)
- وزير العمل ووزير دولة لشؤون رئاسة الوزراء (1991)
- عضو مجلس النواب الأردني الثاني عشر 1993
- وزير العدل (1996-1997)

- عضو مجلس النواب الأردني الثالث عشر 1997
- عضو مجلس النواب الأردني الرابع عشر 2003
- عضو مجلس النواب الأردني الخامس عشر 2007
- عضو مجلس النواب الأردني السادس عشر 2010
- عضو مجلس النواب الأردني السابع عشر 2013
- عضو مجلس النواب الأردني الثامن عشر 2016
- عضو مجلس النواب الأردني التاسع عشر 2020
- رئيساً للدورة الثانية لمجلس النواب الأردني التاسع عشر، 2021-2022